# Креспіно
Креспіно (італ. Crespino, вен. Crespin) — муніципалітет в Італії, у регіоні Венето, провінція Ровіго.
Креспіно розташоване на відстані близько 350 км на північ від Рима, 65 км на південний захід від Венеції, 13 км на південний схід від Ровіго.
Населення — 1910 осіб (2014).

## Демографія
Населення за роками:

Станом на 1 січня 2023 року в муніципалітеті офіційно проживало 186 іноземців з 27 країн, серед них 71 громадянин країн Євросоюзу та 12 громадян України.

## Сусідні муніципалітети
- Берра
- Череньяно
- Гавелло
- Гуарда-Венета
- Понтеккьо-Полезіне
- Ро
- Ровіго
- Вілланова-Маркезана